# Distretto di İnhisar
Il distretto di İnhisar (in turco İnhisar ilçesi) è uno dei distretti della provincia di Bilecik, in Turchia.